# Rallye de Suède 2011
Le Rallye de Suède 2011 est le 1er rallye du Championnat du monde des rallyes 2011.

## Résultats

### Classement final
| Rang              | Pilote               | Copilote          | Numéro            | Voiture                  | Écurie                   | Temps             | Écart             | Points            |
| Toutes catégories | Toutes catégories    | Toutes catégories | Toutes catégories | Toutes catégories        | Toutes catégories        | Toutes catégories | Toutes catégories | Toutes catégories |
| ----------------- | -------------------- | ----------------- | ----------------- | ------------------------ | ------------------------ | ----------------- | ----------------- | ----------------- |
| 1.                | Mikko Hirvonen       | Jarmo Lehtinen    | 3                 | Ford Fiesta RS WRC       | Ford Abu Dhabi WRT       | 3 h 23 min 56 s 6 |                   | 25                |
| 2.                | Mads Østberg         | Jonas Andersson   | 6                 | Ford Fiesta RS WRC       | M-Sport Stobart Ford WRT | 3 h 24 min 03 s 1 | 6 s 5             | 18                |
| 3.                | Jari-Matti Latvala   | Miikka Anttila    | 4                 | Ford Fiesta RS WRC       | Ford Abu Dhabi WRT       | 3 h 24 min 30 s 6 | 34 s 0            | 16 = 15 + 1*      |
| 4.                | Sébastien Ogier      | Julien Ingrassia  | 2                 | Citroën DS3 WRC          | Citroën Total WRT        | 3 h 24 min 44 s 3 | 47 s 7            | 15 = 12 + 3*      |
| 5.                | Petter Solberg       | Chris Patterson   | 11                | Citroën DS3 WRC          | Petter Solberg WRT       | 3 h 25 min 27 s 8 | 1 min 31 s 2      | 10                |
| 6.                | Sébastien Loeb       | Daniel Elena      | 1                 | Citroën DS3 WRC          | Citroën Total WRT        | 3 h 26 min 26 s 9 | 2 min 30 s 3      | 10 = 8 + 2*       |
| 7.                | Per-Gunnar Andersson | Emil Axelsson     | 16                | Ford Fiesta RS WRC       | PG Andersson             | 3 h 30 min 18 s 6 | 6 min 22 s 0      | 6                 |
| 8.                | Kimi Räikkönen       | Kaj Lindström     | 8                 | Citroën DS3 WRC          | Ice 1 Racing             | 3 h 30 min 58 s 9 | 7 min 02 s 3      | 4                 |
| 9.                | Matthew Wilson       | Scott Martin      | 15                | Ford Fiesta RS WRC       | M-Sport Stobart Ford WRT | 3 h 34 min 08 s 1 | 10 min 11 s 5     | 2                 |
| 10.               | Khalid Al Qassimi    | Michael Orr       | 10                | Ford Fiesta RS WRC       | Team Abu Dhabi           | 3 h 34 min 27 s 7 | 10 min 31 s 1     | 1                 |
| PWRC              |                      |                   |                   |                          |                          |                   |                   |                   |
| 1. (16)           | Martin Semerád       | Michal Ernst      | 26                | Mitsubishi Lancer Evo IX | Martin Semerád           | 3 h 46 min 59 s 8 |                   | 25                |

* : points attribués dans la spéciale télévisée

### Spéciales chronométrées
| Étape               | Spéciale | Heure   | Nom                       | Distance (km) | Vainqueur                 | Temps         | Leader         |
| ------------------- | -------- | ------- | ------------------------- | ------------- | ------------------------- | ------------- | -------------- |
| 1re (10-11 février) | ES1      | 20 h 04 | Super spéciale Karlstad 1 | 1,90          | PG Andersson              | 1 min 39 s 7  | PG Andersson   |
| 1re (10-11 février) | ES2      | 07 h 58 | Vargäsen 1                | 24,63         | Mads Østberg              | 14 min 41 s 9 | Mads Østberg   |
| 1re (10-11 février) | ES3      | 09 h 39 | Likenäs 1                 | 20,78         | PG Andersson Mads Østberg | 12 min 11 s 1 | Mads Østberg   |
| 1re (10-11 février) | ES4      | 10 h 55 | Loevhaugen 1              | 18,80         | Mads Østberg              | 11 min 36 s 5 | Mads Østberg   |
| 1re (10-11 février) | ES5      | 14 h 13 | Vargäsen 2                | 24,63         | PG Andersson Mads Østberg | 14 min 05 s 0 | Mads Østberg   |
| 1re (10-11 février) | ES6      | 15 h 54 | Likenäs 2                 | 20,78         | Sébastien Ogier           | 11 min 39 s 5 | Mads Østberg   |
| 1re (10-11 février) | ES7      | 17 h 10 | Loevhaugen 2              | 18,80         | Jari-Matti Latvala        | 10 min 49 s 7 | Mads Østberg   |
| 2e (12 février)     | ES8      | 08 h 00 | Lesjöfors 1               | 15,00         | Sébastien Loeb            | 9 min 38 s 4  | Mads Østberg   |
| 2e (12 février)     | ES9      | 09 h 01 | Sägen 1                   | 14,23         | Petter Solberg            | 7 min 44 s 0  | Mads Østberg   |
| 2e (12 février)     | ES10     | 10 h 06 | Fredriksberg 1            | 18,15         | PG Andersson              | 10 min 55 s 8 | Mads Østberg   |
| 2e (12 février)     | ES11     | 11 h 08 | Värmullsäsen 1            | 15,42         | Petter Solberg            | 8 min 40 s 2  | Mikko Hirvonen |
| 2e (12 février)     | ES12     | 13 h 26 | Lesjöfors 2               | 15,00         | Sébastien Loeb            | 9 min 35 s 3  | Mikko Hirvonen |
| 2e (12 février)     | ES13     | 14 h 27 | Sägen 2                   | 14,23         | Sébastien Loeb            | 7 min 50 s 1  | Mikko Hirvonen |
| 2e (12 février)     | ES14     | 15 h 32 | Fredriksberg 2            | 18,15         | Sébastien Ogier           | 11 min 02 s 2 | Mikko Hirvonen |
| 2e (12 février)     | ES15     | 16 h 34 | Värmullsäsen 2            | 15,42         | Sébastien Loeb            | 8 min 45 s 7  | Mikko Hirvonen |
| 2e (12 février)     | ES16     | 20 h 00 | Super spéciale Karlstad 2 | 1,90          | Petter Solberg            | 1 min 38 s 9  | Mikko Hirvonen |
| 3e (13 février)     | ES17     | 07 h 51 | Torntorp 1                | 19,21         | Mikko Hirvonen            | 9 min 49 s 2  | Mikko Hirvonen |
| 3e (13 février)     | ES18     | 08 h 43 | Gustavsfors 1             | 4,16          | Mikko Hirvonen            | 2 min 22 s 1  | Mikko Hirvonen |
| 3e (13 février)     | ES19     | 09 h 37 | Rämmen 1                  | 22,76         | Mikko Hirvonen            | 11 min 59 s 3 | Mikko Hirvonen |
| 3e (13 février)     | ES20     | 12 h 09 | Torntorp 2                | 19,21         | Jari-Matti Latvala        | 10 min 00 s 0 | Mikko Hirvonen |
| 3e (13 février)     | ES21     | 13 h 31 | Rämmen 2                  | 22,76         | Jari-Matti Latvala        | 12 min 12 s 9 | Mikko Hirvonen |
| 3e (13 février)     | ES22     | 15 h 08 | Gustavsfors 2 *           | 4,16          | Sébastien Ogier           | 2 min 22 s 7  | Mikko Hirvonen |

* : spéciale télévisée attribuant des points aux trois premiers pilotes

## Classements au championnat après l'épreuve

### Classement des pilotes
| Rang | Pilote               | Rallyes | Rallyes | Rallyes | Rallyes | Rallyes | Rallyes | Rallyes | Rallyes | Rallyes | Rallyes | Rallyes | Rallyes | Rallyes | Total points |
| Rang | Pilote               | SUE     | MEX     | POR     | JOR     | ITA     | ARG     | GRE     | FIN     | GER     | AUS     | FRA     | ESP     | GBR     | Total points |
| ---- | -------------------- | ------- | ------- | ------- | ------- | ------- | ------- | ------- | ------- | ------- | ------- | ------- | ------- | ------- | ------------ |
| 1er  | Mikko Hirvonen       | 25      | -       | -       | -       | -       | -       | -       | -       | -       | -       | -       | -       | -       | 25           |
| 2e   | Mads Østberg         | 18      | -       | -       | -       | -       | -       | -       | -       | -       | -       | -       | -       | -       | 18           |
| 3e   | Jari-Matti Latvala   | 161     | -       | -       | -       | -       | -       | -       | -       | -       | -       | -       | -       | -       | 16           |
| 4e   | Sébastien Ogier      | 153     | -       | -       | -       | -       | -       | -       | -       | -       | -       | -       | -       | -       | 15           |
| 5e   | Petter Solberg       | 10      | -       | -       | -       | -       | -       | -       | -       | -       | -       | -       | -       | -       | 10           |
| 6e   | Sébastien Loeb       | 102     | -       | -       | -       | -       | -       | -       | -       | -       | -       | -       | -       | -       | 10           |
| 7e   | Per-Gunnar Andersson | 6       | -       | -       | -       | -       | -       | -       | -       | -       | -       | -       | -       | -       | 6            |
| 8e   | Kimi Räikkönen       | 4       | -       | -       | -       | -       | -       | -       | -       | -       | -       | -       | -       | -       | 4            |
| 9e   | Matthew Wilson       | 2       | -       | -       | -       | -       | -       | -       | -       | -       | -       | -       | -       | -       | 2            |
| 10e  | Khalid Al Qassimi    | 1       | -       | -       | -       | -       | -       | -       | -       | -       | -       | -       | -       | -       | 1            |

| Couleur | Résultat                                                         |
| ------- | ---------------------------------------------------------------- |
| Or      | Vainqueur                                                        |
| Argent  | 2e place                                                         |
| Bronze  | 3e place                                                         |
| Vert    | Classé, dans les points                                          |
| Bleu    | Classé, hors des points Non classé (Nc.)                         |
| Mauve   | Abandon (Ab.) Retrait (Re.)                                      |
| Noir    | Disqualifié (Dq.)                                                |
| Blanc   | N'a pas pris le départ (Np.) Forfait (Forf.) Épreuve annulée (A) |
| Aucune  | N'a pas participé (-)                                            |

3, 2, 1 : y compris les 3, 2 et 1 points attribués aux trois premiers de la spéciale télévisée (power stage).

### Classement des constructeurs
| Rang | Équipe                   | Rallyes | Rallyes | Rallyes | Rallyes | Rallyes | Rallyes | Rallyes | Rallyes | Rallyes | Rallyes | Rallyes | Rallyes | Rallyes | Total points |
| Rang | Équipe                   | SUE     | MEX     | POR     | JOR     | ITA     | ARG     | GRE     | FIN     | GER     | AUS     | FRA     | ESP     | GBR     | Total points |
| ---- | ------------------------ | ------- | ------- | ------- | ------- | ------- | ------- | ------- | ------- | ------- | ------- | ------- | ------- | ------- | ------------ |
| 1er  | Ford Abu Dhabi WRT       | 40      | -       | -       | -       | -       | -       | -       | -       | -       | -       | -       | -       | -       | 40           |
| 2e   | Citroën Total WRT        | 22      | -       | -       | -       | -       | -       | -       | -       | -       | -       | -       | -       | -       | 22           |
| 3e   | M-Sport Stobart Ford WRT | 18      | -       | -       | -       | -       | -       | -       | -       | -       | -       | -       | -       | -       | 18           |
| 4e   | Ice 1 Racing             | 8       | -       | -       | -       | -       | -       | -       | -       | -       | -       | -       | -       | -       | 8            |
| 5e   | Team Abu Dhabi           | 6       | -       | -       | -       | -       | -       | -       | -       | -       | -       | -       | -       | -       | 6            |
| 6e   | FERM Power Tools WRT     | 4       | -       | -       | -       | -       | -       | -       | -       | -       | -       | -       | -       | -       | 4            |
| 7e   | Monster WRT              | 2       | -       | -       | -       | -       | -       | -       | -       | -       | -       | -       | -       | -       | 2            |